# Jean-Henri Pargade
 (décembre 2023).
Si vous disposez d'ouvrages ou d'articles de référence ou si vous connaissez des sites web de qualité traitant du thème abordé ici, merci de compléter l'article en donnant les références utiles à sa vérifiabilité et en les liant à la section « Notes et références ».
Jean-Henri Pargade, né le 21 septembre 1928 à Bayonne (Basses-Pyrénées) et mort le 4 septembre 1977 (Pyrénées-Atlantiques) dans la même ville, est un joueur français de rugby à XV, qui a joué avec l'équipe de France, l'Aviron bayonnais et le Lyon OU au poste de trois-quarts centre.

## Biographie
Jean-Henri Pargade, connu sous le nom de Yannick Pargade est né le 21 septembre 1928, à Bayonne. Il déclare tenir son prénom d'usage Yannick  d’un aïeul chouan qui combattait les armées de la République à l’époque de la Convention.
Élève au collège Saint-Bernard de Bayonne, il pratiquait le football et l’équitation, mais sa véritable passion était les courses landaises. Ses parents, inquiets qu’une vache puisse lui asséner un coup de corne dans une partie sensible de son corps, n’étaient guère enthousiastes à l’idée de cette passion. Yannick Pargade devint champion de France scolaire de football avec Saint-Bernard de Bayonne, jouant aussi bien au poste d’ailier droit qu’à celui d’avant-centre.

### Carrière en club
Yannick Pargade débuta le rugby à  XV en 1948, et s'imposa d'emblée comme un jour d'avenir. Avec l’Aviron Bayonnais, il atteignit les quarts de finale du Championnat et de la Coupe de France. 
En 1949, il s'installa à Lyon avec Louis Junquas. Étudiant à l’Institut de Chimie, mesurant 1,82 m et pesant 77 kilos, il s’imposa rapidement dans la région, malgré de sérieuses difficultés à s’adapter au brouillard lyonnais. Pargade montra pleinement ses capacités au cours de la saison 1950-1951, et fut un joueur cadre la saison suivante.
En 1951, Pargade est militaire au 99e régiment d’infanterie alpine. 

### Carrière en équipe nationale
Pargade s'illustre lors d'un match de sélection disputé à Pau, au stade de la Croix du Prince. Il est finalement sélectionné pour un test match le 26 avril 1953 contre l'équipe d'Italie.

## Palmarès
- Sélection en équipe nationale : 1